# Аеродром Минхен
Аеродром Минхен је велики међународни аеродром немачког града Минхена, у савезној покрајини Баварској. Аеродром је смештен 28 km североисточно од Минхена, поред мањег града Фрајзинга.
Минхенски аеродром је други по обиму путника у Немачкој и један од највећих у Европи. Аеродром се посебно истиче добром повезаношћу на међународном нивоу. Године 2018. на Аеродрому Минхен је превезено преко 46 милиона путника.
Аеродром Минхен је кључна за авио-превознике „Луфтханзу”, „Луфтханзу Ситилајн” и „Ер Доломити”. Он је и авио-чвориште за неколико авио-превознике: „Кондор”, „Јуровингс”, „СанЕкспрес Немачка” и „ТУИ Флај Немачка”.